# Serhij Koridze
Serhij Givivič Koridze (in ucraino Сергі́й Гівівіч Корі́дзе?; Odessa, 6 dicembre 1975) è un allenatore di calcio a 5, ex giocatore di calcio a 5 ed ex calciatore ucraino.
Con 65 reti, è il miglior marcatore della storia dell'Ucraina.

## Carriera
Con la nazionale maschile di calcio a 5 dell'Ucraina ha disputato tre campionati europei, vincendo la medaglia d'argento nel 2001 e nel 2003. In entrambi i tornei Koridze ha vinto la classifica dei marcatori.

## Palmarès
- Campionato ucraino: 5

Lokomotyv Odessa: 1995-1996, 1996-1997, 1997-1998
Interkas: 1998-1999, 1999-2000
- Coppa d'Ucraina: 3

Lokomotyv Odessa: 1996-1997, 1997-1998
Interkas: 1999-2000
- Coppa di Russia: 1

Spartak Ščëlkovo: 2005